# The Awakening of Ruth
The Awakening of Ruth er en amerikansk stumfilm fra 1917 af Edward H. Griffith.

## Medvirkende
- Shirley Mason som Ruth Hoagland
- George J. Forth som Bob Winthrop
- Joseph Burke som Reuben Hoagland
- William T. Hayes som Josiah Arbuthnot
- Donald Hall som Dr. William Strong